# 圣富瓦塔朗泰斯
圣富瓦塔朗泰斯（法語：Sainte-Foy-Tarentaise，法語發音：[sɛ̃t fwa taʁɑ̃tɛz]）是法国萨瓦省的一个市镇，属于阿尔贝维尔区。

## 地理
圣富瓦塔朗泰斯（45°35'21"N, 6°53'2"E）面积100.15 平方千米，位于法国奥弗涅-罗讷-阿尔卑斯大区萨瓦省，该省份为法国东部省份，历史上为薩伏依的一部分，北起上萨瓦省，西接伊泽尔省和安省，南部和东部与上阿尔卑斯省和意大利接壤。
与圣富瓦塔朗泰斯接壤的市镇（或旧市镇、城区）包括：拉蒂勒、瓦尔格里桑什、蒙瓦勒藏、蒂涅、维拉罗热。
圣富瓦塔朗泰斯的时区为UTC+01:00、UTC+02:00（夏令时）。

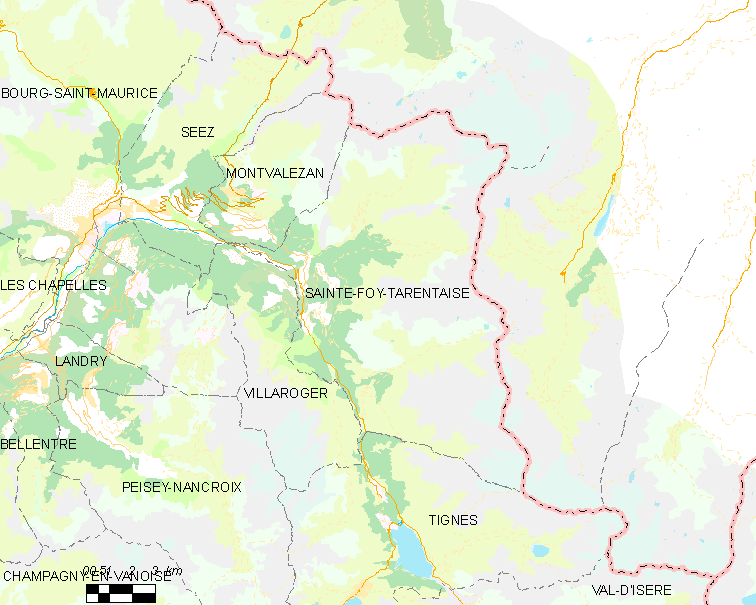
圣富瓦塔朗泰斯的OSM定位图

## 行政
圣富瓦塔朗泰斯的邮政编码为73640，INSEE市镇编码为73232。

## 政治
圣富瓦塔朗泰斯所属的省级选区为圣莫里斯堡县。

## 人口

1962-2008年间圣富瓦塔朗泰斯人口变化图示

圣富瓦塔朗泰斯于2022年1月1日时的人口数量为690人。